# کلاید ویگاند
 کلاید ویگاند (انگلیسی: Clyde Wiegand؛ زاده ۲۳ مه ۱۹۱۵ درگذشته ۵ ژوئیه ۱۹۹۶) یک فیزیک‌دان اهل ایالات متحده آمریکا بود.